# Денарій

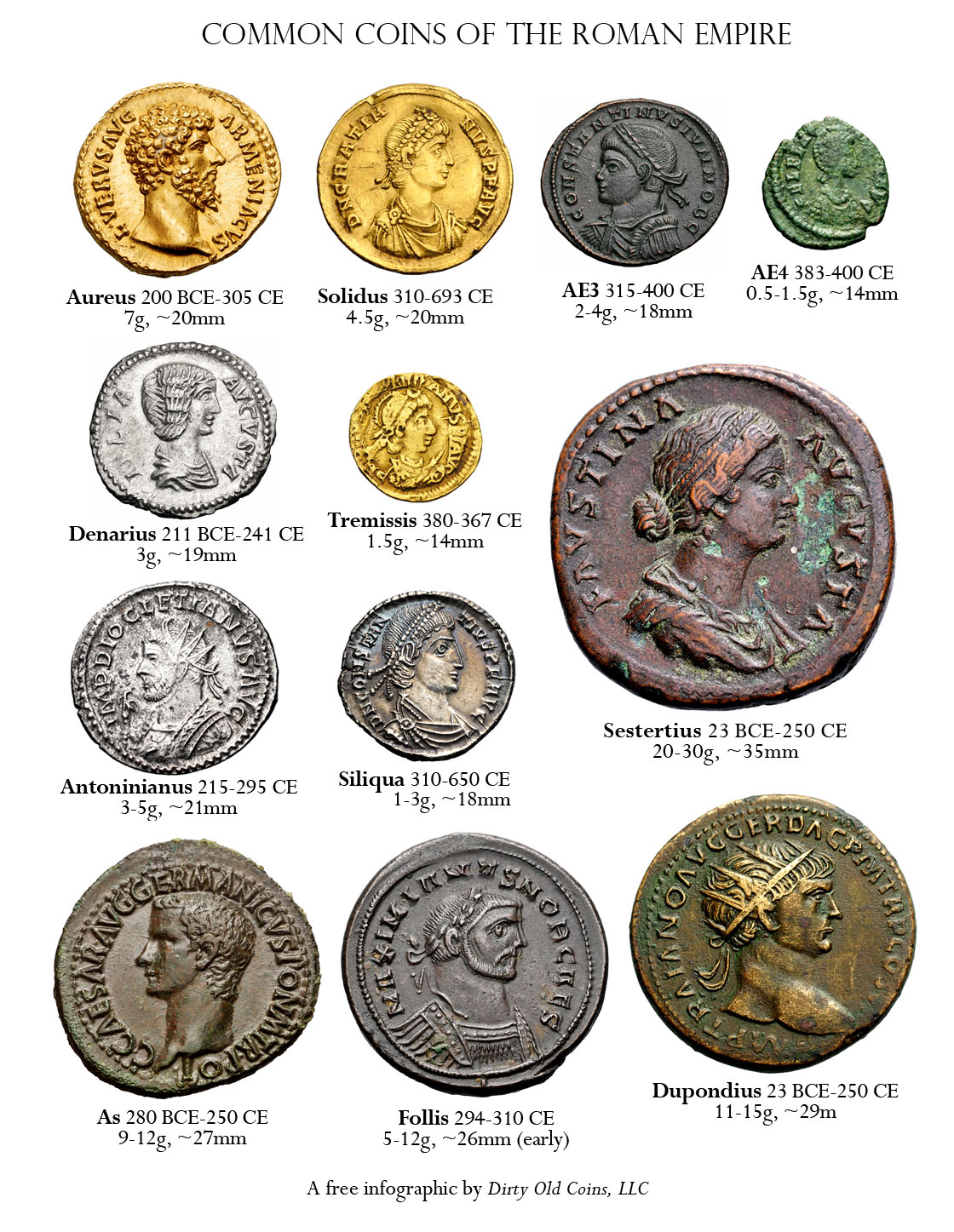
Римський денарій серед інших популярних римських монет

Денарій (лат. denarius, дослівно — «що складається з десяти», від лат. deni — «по десяти», від лат. decem — «10») — назва римської срібної монети, що вперше була викарбувана в Римській республіці біля 211 року до н. е. та продовжувала карбуватись протягом перших трьох століть Римської імперії. Був однією з найпоширеніших монет на землях, що перебували під владою чи впливом Риму. Символ давньоримського денарія — X, X. Припинив карбуватись наприкінці III століття після грошової реформи Діоклетіана. У Візантії та  у варварських королівствах, що утворились на території Західної Римської імперії не карбувався.
У результаті монетної реформи, яку імператор Карл Великий впровадив наприкінці VIII століття, назву денарій отримала дрібна срібна монета, що запроваджувалась на усій території Каролінгської імперії. Протягом наступних чотирьох століть каролінгський денарій був мало не єдиною монетою, що карбувалась в Європі в країнах, що постали на уламках імперії Карла Великого та продовжувала карбуватись в деяких з них до XVIII століття. Кааролінгський денарій і монети, які продовжували карбуватись за його зразком після розпаду імперії був знані як деньє у Франції, денаро в Італії, дінеро в Іспанії, пфеніг в Німеччині, парвус в Богемії, пенязь в Литві і пенні в Британії, Усі вони, як і каролінгський денарій, дорівнювали 1⁄240 розрахункової лібри (фунта) срібла.

## Історія

### Перші римські срібні монети
Перші римські срібні монети були викарбувані 268 року до н. е. з середньою вагою в 6,8 грама або 1⁄48 римського фунта. Раніше ці монети розглядались як перші денарії, але пізніші дослідження показали, що ці монети були місцевим копіюванням грецьких монет. Потребу в карбуванні срібних монет у додаток до бронзового аса, який на той час використовували римляни, спонукали торгові контакти з греками. Римська срібна монета того часу була дуже схожою на грецькі драхми та дидрахми, які тоді карбувалися в Метапонті та інших грецьких містах у Південній Італії. Ці монети мали римські написи, але в іншому дуже нагадували їх грецькі прототипи. Найімовірніше, їх використовували для міжнародної торгівлі і рідко зустрічалися в самому Римі.
Близько 225 р. до н. е. вперше з'являються срібні монети вже власної римської розробки, також вагою в 6,8 гр. Класичні історики часто згадують ці монети як денарії, але сучасними нумізматами вони класифіковані як квадригатус. Назва походить від квадриґи (лат. quadrigatus), яка була зображена на зворотному боці і яка була прототипом для найпоширеніших зображень, які використовували на римських срібних монетах упродовж наступних 150 років.

### Поява денаріїв в Римській республіці

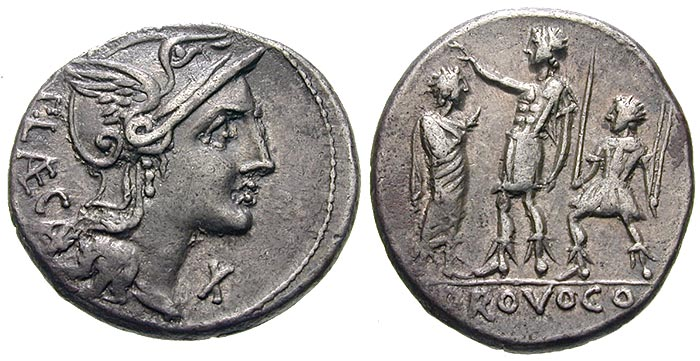
Республіканський денарій Публія Порціуса (110-109 рік до н.е.)18-19 mm; 3.96 g; 9 h,

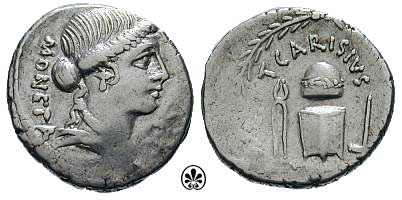
Республіканський денарій Тіта Карізія із зображенням Юнони-Монети, ковадла та інструментів для карбування монет (46 рік до н. е.)

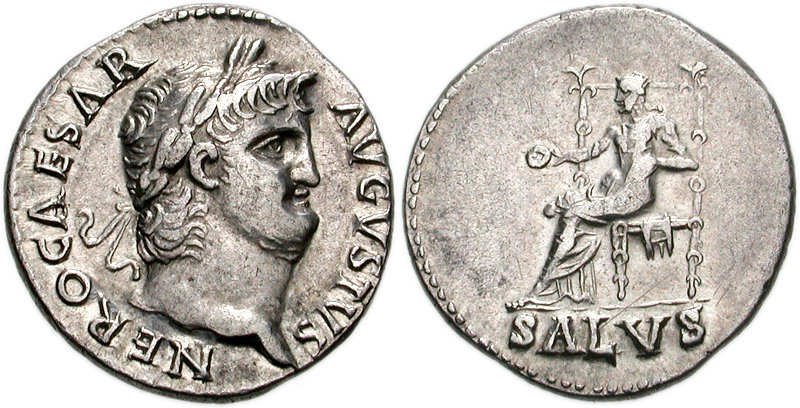
Імперський денарій Нерона (65-66 р. н. е.). 17 мм, 3.43 гр, 6h

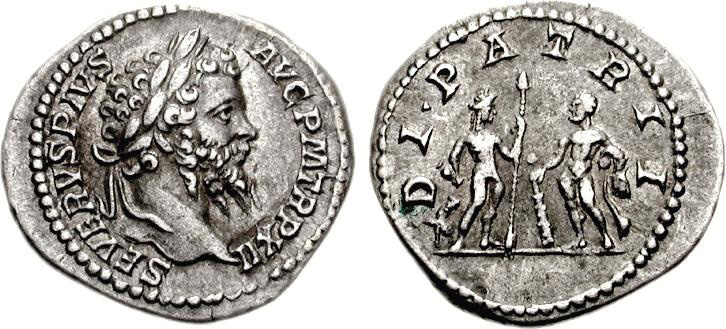
Імперський денарій Септимія Севера (204 р. н.е). 3.09 гр, 12h.

Близько 211 року до н. е., під час Другої Пунічної війни і, вочевидь під її впливом, в Римі було впроваджено два типи нових срібних монет — денарій та недовговічний вікторіатус. Цей денарій, що спочатку важив 4,5 грама або 1⁄72 римського фунта надалі став однією з найпоширениших монет в Римській республіці. Спочатку денарій був рівний 10 мідним асам. Звідси й пішла назва монети, яка дослівно означає «складений з десяти».
З 200 року до н. е. вага денарія була зменшена до 3,9 гр. (1⁄84 римського фунта) і надалі продовжувала залишатись стабільною протягом найближчих двох століть до кінця існування Республіки. Весь цей час вміст срібла в денарії також залишався стабільним і складав 95-98 %, максимальні величини, які могли бути досягнуті тогочасною металургією. Близько 141 року до н. е. у зв'язку зі зменшенням ваги аса, денарій було прирівняно до 16 асів.

### Денарій в Римській імперії
При перших імператорах вага і вміст срібла в денарії залишались такими ж, якими вони були в Римській республіці, але за часів правління Нерона відбулись дві події, що стануть характерними для наступної історії римського динарія. По перше, Нерон зменшив вагу денарія до 3,4 гр. (1⁄96 римського фунта). Хоча зниження ваги монет траплялось і раніше, за Нерона вперше пішли на інший крок - почали псувати якість самої монети шляхом її випуску не з чистого срібла, а з додаванням лігатури (домішки), через що вміст чистого срібла в монеті понизився до 93 %.
Ця зміна, ініційована Нероном, мала вкрай негативні довгострокові наслідки як для денарія, так і для всієї римської держави. Про зміну чистоти срібла у монеті не заявляли відкрито. У результаті держава стала на небезпечний шлях і за наступні два століття часте псування денарія призвело до його повної дискредитації як платіжного засоба. Регулярне зниження частки срібла в денарії почалося після останнього імператора з династії Флавіїв Доміціана і протягом II століття вона впала до 75 %. Погіршення якості денарія особливо прискорилось під час кризи III століття. За Септимія Севера вміст срібла в монетах становило вже 60 % і надалі різко впав до майже 5 %, що фактично перетворило денарій на мідну монету.
Карбування «зіпсованих монет» у своє чергу призвело до цілого ряду негативних результатів в економіці, зокрема до поділу у обороті «нових» і «старих» монет, які оцінювались при розрахунках по іншому і до появи недовіри до державних засобів розрахунків.
Щоб боротись зі знеціненням денарія, у 215 року за Каракалли було випущено нову срібну монету антонініан. Срібні денарії перестають карбувати після правління Гордіана III (238—244 рр. н. е.). Останній випуск денаріїв відбувся за часів правління Авреліана між 270 і 275 р. н. е. і в перші роки правління Діоклетіана, який провів грошову реформу, після якої на території Римської імперії остаточно припинили карбувати денарії. Оскільки незабаром після цього, під час проведення своєї власної грошової реформи імператор Костянтин Великий не повернувся до карбування денаріїв, Візанттія не успадкувала денарій від Риму і ця монета припинила карбуватись на усіх територіях колишньої Римської імперії.

### Знахідки римських денаріїв в Україні
В Україні зустрічаються срібні денарії часів імператорського Риму, особливо часів панування імператорів Траяна, Адріана, Луція Вера, Марка Аврелія та Коммода (II ст. н. е.), Фаустина (молодшого), Фаустина (старшого), Сабіна, Антоніна Пія. Ці монети перебували в обігу до V століття. Знахідки пізнішого часу є рідкісними. Масштаби використання римських денаріїв були дуже значними. Інколи у скарбах фіксується по декілька тисяч цих монет, а всього монетних знахідок у яких вони присутні, було зафіксовано до 1500.

## Каролінзький денарій

### Поява в імперії Карла Великого

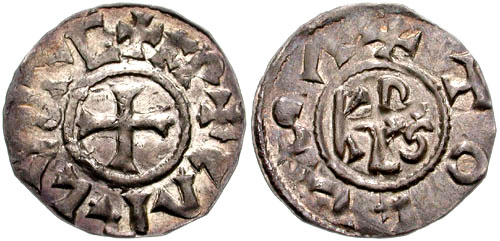
Денарій Карла Великого (768—814)

Наприкінці VIII століття, в рамках монетної реформи, яку проводив Карл Великий, денарій став основною одиницею нової грошової системи. Замість десятичної грошової системи Стародавнього Риму в країнах Франкської імперії була введена нова система з трьох деномінацій, що співвідносились між собою як 1:12:240. Система базувалась на срібних денаріях, які фактично карбували і двох додаткових одиницях, які використовували суто як розрахункові — лібри (фунта) і соліда (шиллінга). Між деномінаціями було встановлено таке співвідношення: 1 ліра = 20 солідам = 240 денаріям. Відповідно, 1 солід дорівнював 12 денаріям.
Після реформи монетні двори імперії карбували з лібри/фунта срібла (вага якої в каролінзькі часи коливалась від 407,92 г до 409,25 г) 240 денаріїв (які, своєю чергою, мали вагу від 1,699 г до 1,760 г), або згодом 20 солідів (інша назва — гроссо або грош), вартість яких дорівнювала 12 денаріям. З часом лібра стала грошовою одиницею і незалежно від вмісту у ній срібла, прирівнювалася до 240 денаріїв.

### Інші країни

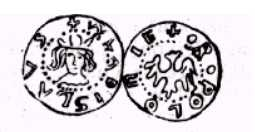
Денарій польського короля Владислава I Локетека. Напис: WLADISLAVS (аверс) i R[ex] POLONIE (реверс)

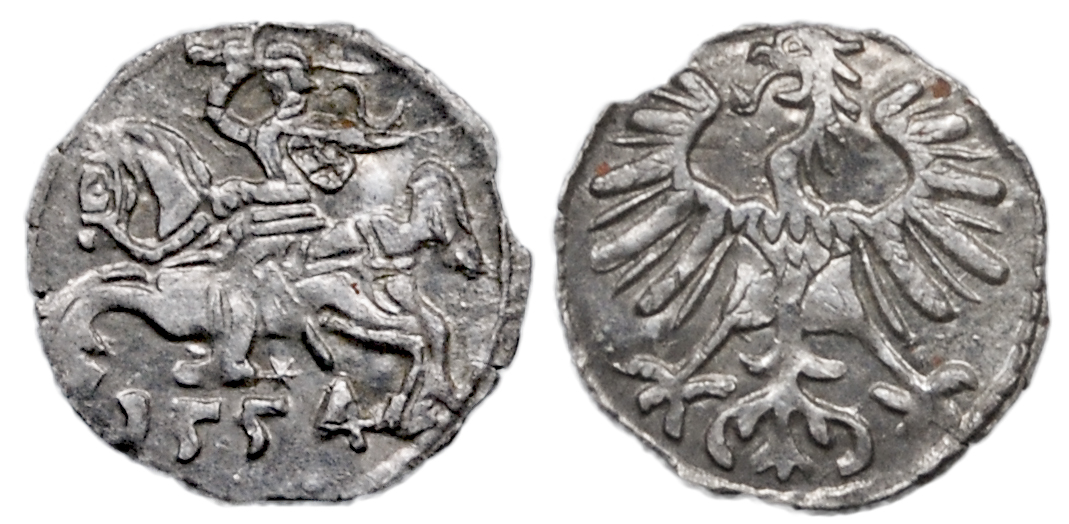
Денарій Литовського князівства (1554 р.)

Каролінзька монетна система на основі срібного денарія здійснила великий вплив на усі території, що входили до її складу. а також на сусідні країни, У Франції дрібна срібна монета, що відповідала 1/240 лібри (фунта) стала знана як деньє, в Італії та Іспанії як дінеро, в Португалії як дінейро, в Німеччині як пфеннінг, в Британії як пенні, в Чехії як парвус, а в Литві як пенязь.

#### Польське Королівство
Карбувались з перервами з Х століття; з часом вартість мінялась. Початкова маса чистого срібла — близько 1,5 г, наприкінці ХІІІ ст. — 0,15 г. Останній польський денарій початку XVII століття — майже мідна монета (0,03 г чистого срібла при масі брутто 0,36 г), Новий польський срібний грош дорівнював 18 денаріїям.

#### Україна
Карбувались мідні денарії під владою польських королів на Львовському монетному дворі в 1350—1382 роках, маса — від 0,4 до 1,5 г. Були типовими міськими грішми з номінальною вартістю.

#### Велике Князівство Литовське
Карбувались з другої половини XIV століття, мали назву пенязів. Випуск припинився в 1570-х роках. Були кращими на 1/5 від польських денаріїв.

## Порівняння та вміст срібла
Проблематично порівняти сучасні гроші і стародавні через абсолютно різні види продукції, а також неможливість точного індексу цін на основі абсолютно різних пропорцій витрат. У 1 столітті купівельну спроможність стосовно хліба було оцінено в 21 долар США. У пізній Римській республіці і ранній Римській імперії щоденна заробітна плата некваліфікованого працівника і солдата була 1 денарій без податку, або близько 20 доларів США на хліб (для порівняння, мінімальний розмір оплати праці в Україні становить лише 6.5 доларів в день). Фактичний вміст срібла в денарії становив близько 50 гранів або 1⁄10 трійської унції. На червень 2011 року денарій коштує приблизно 3,62 дол. США у вартісному вираженні (близько 30 гривень) за умови, якщо срібло має пробу 0,999 чистої (щоправда, на той час такої чистоти срібла ще не могли досягти).
Вміст срібла в денарії часто змінювався відповідно до різноманітних політичних і економічних обставин. За правління Галлієна, наприклад, денарій був мідним, покритим тонким шаром срібла.

## Вплив
Навіть після розпаду Римської імперії, денарій продовжували використовувати. Араби, які завоювали велику частину Римської імперії, карбували свій власний золотий динар, від якого пішли назви багатьох сучасних арабських валют.
Вплив денарію можна побачити у використанні букви «d», як скорочення британського пенні до 1971 року. Вплив денарія був і у Франції, як назва монети — деньє. Також бачимо цей вплив у країнах колишньої Югославії, зокрема в Сербії і Македонії. Італійське слово denaro, іспанське слово dinero, португальське слово dinheiro, словенське слово denar і каталонське слово diner походять від римського денарія.